# Chiesa di San Bartolomeo (Verzasca)
La chiesa di San Bartolomeo è un edificio religioso che si trova a Verzasca, nella frazione di Vogorno, presso il nucleo abitato di San Bartolomeo.
Insieme al nucleo di case che la circonda è iscritta tra beni culturali di importanza nazionale della Svizzera (ISOS).

## Storia
La struttura venne costruita nel 1235 e fino al 1952 mantenne i diritti parrocchiali. Nel XV secolo venne ampliata verso est e si costruì un portico antistante la facciata.